# One Year Later
Год спустя (англ. One Year Later) — сюжетная линия 2006 года, проходящая через несколько постоянных серий комиксов DC Comics. Как можно предположить из названия, действие сюжета берёт начало через год после событий Бесконечного Кризиса и рассказывает об основных изменениях, произошедших в течение этого времени, у персонажей в их жизни.

## Сюжет
После событий кроссовера Infinite Crisis все серии комиксов DC в своих сюжетах «перепрыгнули» на год вперёд. События потерянного года раскрывались в реальном времени в еженедельной серии 52. В марте 2006 года стартовало событие Год спустя. Одновременно с этим вышел пятый выпуск серии Infinite Crisis, а 52 ещё не началась. Большинство первых номеров комиксов под логотипом Год спустя были лишь первыми частями своих сюжетных арок и показали значительные изменения в статус-кво многих героев, при этом не давая порой никаких объяснений произошедшему, так как эти события ещё только должны были произойти в оставшихся выпусках Infinite Crisis и грядущей серии 52.
Многие известные персонажи пропали или были неактивны на момент начала событий Года спустя. Во время потерянного года пропали Аквамен, Бэтмен, Синий Жук, Зелёная стрела, Человек-орёл, Марсианский охотник, Найтвинг, Робин, Супермен и Чудо-женщина. Флэш также исчез, но Джей Гаррик защищал Кистоун-сити в его отсутствие.

### Троица
Годичное отсутствие трёх самых главных героев вселенной — Супермена, Бэтмена и Чудо-женщины — и их возвращение к карьере супергероев было одной из основных тем как Года спустя , так и серии 52.

### Супермен
Сюжетная линия Супермена «Up, Up and Away!», написанная в соавторстве Джеффом Джонсом и Куртом Бизиеком с иллюстрациями Пита Вудса (и двумя выпусками, иллюстратором которых был Ринато Гуэйдс) и с рисунками обложки Терри и Рэйчел Додсонов. Состоящая из восьми частей и выходившая четыре месяца сюжетная арка была рассказана в сериях Action Comics № 837—840 и Superman № 650—653. Основная сюжетная линия повествует о лишённом сил Кларке Кенте (потерявшем свои силы в кульминационный момент Бесконечного Кризиса, использующем свои способности журналиста, чтобы защищать Метрополис от организованной преступности и Лекса Лютора, ныне банкрота и опозоренного по причине его действий в ходе сюжетной линии 52. Постепенно к Супермену начали возвращаться его силы, как раз для того, чтобы сразиться с озлобленным Лютором, когда тот собирался отомстить Метрополису с помощью украденной криптонианской технологии и усовершенствованных версий Тоймена и Криптонитового человека.

## Сюжетные линии «Год Спустя»
- Бэтгёрл под влиянием Детстроука стала главой Лиги убийц.[2]
- Была собрана новая Лига Справедливости во главе которой вновь встали Супермен, Бэтмен и Чудо-женщина.[3]

### Отмены
В результате событий Infinite Crisis и 52, DC Comics отменили некоторые из постоянных серий: Wonder Woman том. 2, The Flash том. 2 (была продолжена после смерти Барта Аллена), Gotham Central, Batman: Gotham Knights, Plastic Man, JLA, Superman том 2 и Batgirl.

### Переименования
- Adventures of Superman был переименован в Superman с продолжением оригинальной нумерации с выпуска № 650.
- Aquaman стал Aquaman: Sword of Atlantisс выпуска № 40 и сменил главного героя.
- Файершторм был переименован в Firestorm: The Nuclear Man с выпуска № 23.
- Hawkman стал Hawkgirl с выпуска № 50.
- Legion of Super-Heroes был переименован в Supergirl and the Legion of Super-Heroes в выпуске № 16. (недоступная ссылка) Серия использовала логотип, модифицированный в «Тысяча и один год спустя» (англ. 1,001 Years Later).

## Значительные события прошедшего года

### Готэм-сити
Джеймс Гордон вернулся на пост комиссара полиции Готэм-сити. Точные причины и детали его возвращения (а также второго пришествия Харви Баллока) так и не были рассказаны, но известно, что это стало результатом раскрытия Баллоком громкого коррупционного дела в рядах полиции города. Харви Дент, излечившийся от своего раздвоения личности и иных проблем, создавших Двуликого, заключил сделку с Бэтменом и весь год в его отсутствие охранял город и сражался с местными злодеями.